# María Julia Alsogaray
María Julia Alsogaray (8 tháng 10 năm 1942 – 24 tháng 9 năm 2017) là một chính trị gia người Argentina bị kết án năm 2004 vì tội phạm tài chính chống lại nhà nước.

## Tiểu sử
Là con thứ hai trong ba người con của xã hội Edith Gay và chính trị gia bảo thủ Álvaro Alsogaray, bà sinh ra ở Buenos Aires và lấy bằng kỹ sư tại Đại học Công giáo Argentina năm 1969. Bà được bầu vào Quốc hội năm 1985 với tư cách của cha mình, Liên minh Trung tâm Dân chủ (UCeDé), và trở thành một người bảo vệ thẳng thắn các thị trường tự do trong nhiệm kỳ tổng thống của Raúl Alfonsín. Bà kết hôn với Francisco Erize và có hai con trai.
UCeDé trở thành một đồng minh thân cận của đại diện Đảng Justicialist được đề cử, Carlos Menem, sau khi cuộc bầu cử năm 1989 (trong đó Menem ứng cử như một ứng viên dân túy), và Alsogaray được bổ nhiệm làm người đứng đầu tư nhân hóa của công ty điện thoại nhà nước  Entel năm 1990 và của công ty thép nhà nước Somisa trong năm 1991. Cương vị này khiến Alsogaray không tán thành khi các báo cáo xuất hiện rằng đất của ENTel trị giá 180 triệu USD đã được tặng cho người mua; và sau đó, khi Somisa được bán cho Techint vào năm 1992 với giá 152 triệu đô la Mỹ – một phần bảy giá trị sổ sách của Jorge Triaca, quan chức chính phủ ở vị trí của bà trước đó tại Somisa, đã ước tính.
Cuộc sống cá nhân của bà cũng thu hút nhiều tranh cãi sau buổi chụp hình tháng 7 năm 1990 cho Noticias, tạp chí tin tức hàng đầu của Argentina. Sự lan truyền hình ảnh gợi ý được đi kèm với một cuộc phỏng vấn trong đó mối quan hệ của bà với Tổng thống Menem vừa ly dị đã được thảo luận tới. Alsogaray được bổ nhiệm làm Bộ trưởng Tài nguyên và Phát triển bền vững (môi trường) vào tháng 11 năm 1991, và đó là điều bà nói cho một cuộc phỏng vấn Clarín vào thời điểm đó rằng nhờ vào "sự tin tưởng Tổng thống đã đặt vào tôi." 